# Kolbäcks socken
Kolbäcks socken i Västmanland ingick i Snevringe härad, ingår sedan 1971 i Hallstahammars kommun och motsvarar från 2016 Kolbäcks distrikt.
Socknens areal är 47,14 kvadratkilometer, varav 45,8 land. År 2000 fanns här 3 374 invånare. Tätorterna Sörstafors, Strömsholm med Strömsholms slott samt tätorten och kyrkbyn Kolbäck med sockenkyrkan Kolbäcks kyrka ligger i socknen.

## Administrativ historik
Kolbäcks socken har medeltida ursprung. 
Vid kommunreformen 1862 övergick socknens ansvar för de kyrkliga frågorna till Kolbäcks församling och för de borgerliga frågorna till Kolbäcks landskommun. Landskommunens utökades 1952 och upplöstes 1971, då denna del uppgick i Hallstahammars kommun. Församlingen uppgick 2006 i Kolbäck-Säby församling som 2014 uppgick i Hallstahammar-Kolbäcks församling.
1 januari 2016 inrättades distriktet Kolbäck, med samma omfattning som församlingen hade 1999/2000.
Socknen har tillhört fögderier, tingslag och domsagor enligt vad som beskrivs i artikeln Snevringe härad.  De indelta soldaterna tillhörde Västmanlands regemente och Västerås kompani.

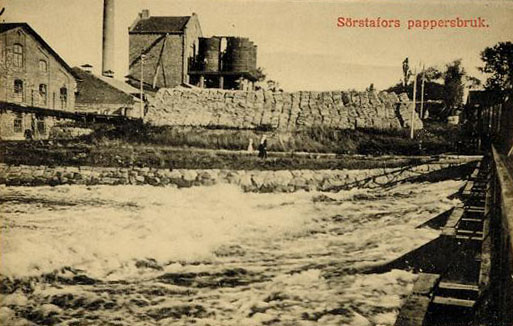
Sörstafors pappersbruk, norr om Kolbäck, vid 1900-talets början

## Geografi
Kolbäcks socken ligger öster om Köping kring Kolbäcksåns nedersta lopp och Strömsholmsåsen och invid Mälarfjärden Galten med några öar där. Socknen är mest öppen slättbygd på Mälarslätten.
Socknen genomkorsas av  Mälarbanan (Västerås-Köping) samt av Järnvägslinjen Sala-Oxelösund (Kolbäck-Eskilstuna). E 18 går genom socknen i öst-västlig riktning liksom Länsväg U 558(gamla riksvägen Västerås-Munktorp-Köping).
I Kolbäcks sockens sydligaste del ligger Strömsholms naturreservat som sträcker sig över ett antal öar, bland andra Bärlingen, Broholmen, Sandholmarna och Sävholmen.

### Geografisk avgränsning
Längst i söder gränsar socknen på en sträcka av cirka 500 meter mellan Klovstenen och Lilla Galtryggen i vattnet mot Tumbo socken i Eskilstuna kommun. Söder om Sävholmen gränsar socknen i vattnet mot Torpa socken i Kungsörs kommun.
Borgåsund ligger också i socknens södra del. Sundet med samma namn som samhället bildas genom att Strömsholmsåsen skär av den norr om sundet liggande Freden från vattenområdet Borgåsund i söder. Vattendraget är en del av Strömsholms kanal, som mynnar här. Länsväg 252 går på en bro över sundet, vilket även utgör gräns mellan Kolbäcks och Rytterne socknar.
I sydost avgränsas sockenområdet av Rytterne socken och i öster ligger Säby socken. I nordost och norr ligger Svedvi (Hallstahammar) socken och i nordväst gränsar Kolbäcks socken till Bergs socken.

## Fornlämningar
Från bronsåldern finns några spridda gravar av rösetyp, skärvstenshögar samt älvkvarnar. Inom socknen finns dessutom cirka 50 gravfält från järnåldern. Dessa är till övervägande del små. slaget vid Herrevadsbro år 1251 utspelades i denna socken.

## Namnet
Namnet (1335, Kolbæk) kommer från kyrkbyn och syftar på en bäck med mörkt, kolsvart vatten vid byn, eventuellt den nuvarande Oxelbybäcken. Enligt sägnen har Kolbäcken fått sitt namn efter Biskop Kol från Strängnäs som bidrog till Birger Jarls seger i slaget vid Herrevadsbro och som ska ha gett namn till Kolbäcks kyrka.

## Befolkningsutveckling
| Befolkningsutvecklingen i Kolbäcks socken 1790–1990                                                     | Befolkningsutvecklingen i Kolbäcks socken 1790–1990 | Befolkningsutvecklingen i Kolbäcks socken 1790–1990 | Befolkningsutvecklingen i Kolbäcks socken 1790–1990 | Befolkningsutvecklingen i Kolbäcks socken 1790–1990 |
| --- | --------------------------------------------------- | --------------------------------------------------- | --------------------------------------------------- | --------------------------------------------------- |
| |                                                     |                                                     |                                                     |                                                     |
| År |                                                     |                                                     | Folkmängd                                           |                                                     |
| 1790 | 1790                                                |                                                     | 1 283                                               |                                                     |
| 1800 | 1800                                                |                                                     | 1 429                                               |                                                     |
| 1810 | 1810                                                |                                                     | 1 511                                               |                                                     |
| 1820 | 1820                                                |                                                     | 1 588                                               |                                                     |
| 1830 | 1830                                                |                                                     | 1 563                                               |                                                     |
| 1840 | 1840                                                |                                                     | 1 628                                               |                                                     |
| 1850 | 1850                                                |                                                     | 1 606                                               |                                                     |
| 1860 | 1860                                                |                                                     | 1 669                                               |                                                     |
| 1870 | 1870                                                |                                                     | 1 791                                               |                                                     |
| 1880 | 1880                                                |                                                     | 2 322                                               |                                                     |
| 1890 | 1890                                                |                                                     | 2 559                                               |                                                     |
| 1900 | 1900                                                |                                                     | 2 906                                               |                                                     |
| 1910 | 1910                                                |                                                     | 3 072                                               |                                                     |
| 1920 | 1920                                                |                                                     | 3 380                                               |                                                     |
| 1930 | 1930                                                |                                                     | 3 347                                               |                                                     |
| 1940 | 1940                                                |                                                     | 3 594                                               |                                                     |
| 1950 | 1950                                                |                                                     | 2 816                                               |                                                     |
| 1960 | 1960                                                |                                                     | 3 414                                               |                                                     |
| 1970 | 1970                                                |                                                     | 3 784                                               |                                                     |
| 1980 | 1980                                                |                                                     | 3 697                                               |                                                     |
| 1990 | 1990                                                |                                                     | 3 538                                               |                                                     |
| Anm: Källor: Umeå universitet - Tabellverket 1749-1859, Demografiska databasen, CEDAR, Umeå universitet |                                                     |                                                     |                                                     |                                                     |